# Ocrepeira macaiba
Ocrepeira macaiba är en spindelart som beskrevs av Claude Lévi 1993. Ocrepeira macaiba ingår i släktet Ocrepeira och familjen hjulspindlar. Inga underarter finns listade i Catalogue of Life.